# Jai Johanny Johanson
Jai Johanny Johanson, známý též pod přezdívkou Jaimoe (8. července 1944, Ocean Springs, Mississippi, USA) je americký bubeník, nejvíce známý jako zakládající člen skupiny The Allman Brothers Band.
Životopis
Raná léta
Johanson se objevil ve světě R&B a začal bubnovat v raném věku, často doprovázený přítelem Lamarem Williamsem na basu. Johanson podporoval soulové zpěváky, včetně členství v turné kapely Otise Reddinga v roce 1966 a poté turné s uznávaným soulovým duem Sam & Dave. Po spojení s Duane Allmanem v únoru 1969 se rychle stal prvním rekrutem do Allmanovy nové skupiny, k němuž se brzy připojili baskytarista Berry Oakley, bubeník Butch Trucks, kytarista Dickey Betts a nakonec Allmanův mladší bratr, zpěvák, varhaník a pianista Gregg Allman. Skupina, rychle pojmenovaná po bratrech Allmanových, začala v dubnu nahrávat dema v Maconu ve státě Georgia, který se stal domovskou základnou skupiny.
Podle listu The Wall Street Journal Jaimoeova „vášeň pro jazz pomohla zformovat improvizační přístup rodící se kapely Allman Brothers Band, která začlenila blues, country a westernový swing do jedinečného hudebního přístupu, který kývl směrem k průzkumům západního pobřeží Grateful Dead, ale nikdy se nestal tak uvolněným. husí."[3]
"Hudba je hudba a neexistují takové věci jako jazz nebo rock'n'roll," řekl Jaimoe pro WSJ. „Chtěl jsem být nejlepším světovým jazzovým bubeníkem a myslel jsem si, že rock nebo funk jsou příliš snadné – pak jsem dostal šanci a nemohl jsem hrát to, co bylo potřeba. Musel jsem se učit a hudba pro mě byla vším.“
1970–1980
Směs blues, country, jazzu a rocku v čele s duálními kytarami Betts a Allman a dvojitými bubny Trucks a Jaimoe, byla v té době jedinečná a rychle se stala známou jako počin, který " musel jsi vidět naživo." Jejich první dvě alba, jejich eponymní debut (listopad 1969) a Idlewild South (září 1970) přinesly pozitivní kritické recenze, ale komerční úspěch byl jen omezený. Jejich třetí album, nahrané živě v jedné z jejich oblíbených koncertních síní, Fillmore East Billa Grahama v New Yorku v březnu 1971, z nich udělalo jednu z největších rockových skupin v Americe. Na Fillmore East se koncem října 1971 stalo zlatým albem certifikovaným RIAA, což skupině konečně přineslo úspěch v žebříčku, který jim unikal. Kapela však rychle utrpěla tragédii. Duane Allman byl o několik dní později zabit při nehodě na motocyklu. Skupina, otřesená ztrátou Allmana, nastoupila a vydala Eat A Peach, která se v roce 1972 dostala na 4. místo v žebříčku Billboard, hybridní studiové a živé album, s úspěchy z koncertů Fillmore East a studiových střihů s jejich i bez nich. původní vůdce.
Po turné na konci roku 1971 a od začátku do poloviny roku 1972 jako pětičlenná skupina skupina přidala do své sestavy klávesistu Chucka Leavella a začala nahrávat své páté album. Po nahrání jen hrstky stop byl však Berry Oakley také zabit při nehodě motocyklu pouhé bloky od místa, kde byl zasažen Duane Allman. Lamar Williams, basový kytarista, který byl přítelem Johansena, se stal členem skupiny po Oakleyho smrti. Album, které vzešlo z roku 1973, Brothers and Sisters, dodalo jejich typickému zvuku více country stylu a dalo skupině jejich jediný hit, "Ramblin' Man". Těsně před vydáním alba byli co-headlinerem největšího jednodenního rockového koncertu v americké historii, v roce 1973 Summer Jam ve Watkins Glen, kde jako doprovod doplnili Grateful Dead a The Band.
V roce 1975 skupina Allman Brothers Band vydala vlažnou skladbu Win, Lose or Draw, která, i když byla úspěšná v žebříčku, signalizovala konec kapely. Rostoucí vzdálenost mezi Greggem Allmanem, který se stal de facto kapelníkem (tehdy sídlícím v Los Angeles) a zbytkem kapely (stále sídlícím v Maconu ve státě Georgia), vyhrotil napětí. Snad nejvýmluvnější je, že dvojité bubny Jaimoe a Trucks, které se podepsaly na zvuku skupiny, zmizely na dvou ze sedmi skladeb alba, přičemž bubnování zajišťovali producent Johnny Sandlin a příležitostný hudebník, silniční bubeník Bill Stewart (ne jazzový bubeník stejného jména). Příští rok se skupina rozpadla v bouři drogové závislosti a hořkosti zahrnující svědectví Gregga Allmana v drogovém procesu s bývalým roadieem Scooterem Herringem. Betts a Allman se zaměřili na svou vlastní kariéru, zatímco Johanson spojil své síly s Leavellem a Williamsem v jazz-rockovém kombu Sea Level. Johanson hrál s Sea Level na jejich prvních dvou albech, než se v roce 1979 znovu připojil k reformované kapele Allman Brothers Band.
1980–2000
Poté, co byl koncem roku 1980 vyřazen z kapely kvůli narůstajícím problémům se zády po automobilové nehodě v roce 1974 a finančním potížím skupiny, žil Jaimoe téměř v chudobě v Maconu (hrál a pokračoval s „SouthBound“ – Coop Frazier, Mike Joseph, Edd Anderson, Jay Cranford a Stan Daniell v malém honky-tonku ve Forsyth ve státě Georgia známého jako Willie Lee's Good Time Tavern). Johanson a baskytarista Lamar Williams byli požádáni, aby se připojili k dlouholetému příteli Wayne Sharpovi a jeho kapele The SharpShooter Band v Kalifornii. V lednu 1983 Lamar zemřel a kapela si dala pauzu. Jaimoe by se nakonec vrátil k Allman Brothers